# Ministero federale della difesa (Germania)
Il Ministero federale della difesa (in tedesco: Bundesministerium der Verteidigung, BMVg) è il ministero del governo federale tedesco responsabile della politica di difesa e delle forze armate.
Dal 19 gennaio 2023, il ministro federale della Difesa è il socialdemocratico Boris Pistorius.

## Funzioni e organizzazione
Il ministero è un'amministrazione federale suprema. Il bilancio federale attribuito è di 28.389 miliardi di euro per il 2007.
Il ministro federale della Difesa comanda le forze armate della Federazione in tempo di pace (articolo 65a GG) e gestisce il suo ambito di competenza esclusivamente sotto la propria responsabilità. In caso di proclamazione dello stato di difesa (Verteidigungsfall) da parte del Bundestag, le funzioni di comando sono trasferite al Cancelliere federale (articolo 115b GG).
Il ministero ha sede nel distretto Hardthöhe di Bonn e una sede secondaria nel Bendlerblock a Berlino.

## Storia

### Impero
La costituzione del 1871 affidò la politica militare agli stati costituenti il reich, ma la marina all'Impero. Nel 1872, viene fondato l'Ammiragliato Imperiale (Kaiserliche Admiralität), diretto dal capo dell'Ammiragliato Imperiale. Nel 1889 divenne l'Ufficio Imperiale della Marina, diretto da un Segretario di Stato (Staatssekretär) responsabile davanti al Cancelliere Imperiale e responsabile dell'amministrazione del Kaiserliche Marine. All'inizio del XX secolo, la Prussia, la Baviera, il Württemberg e la Sassonia avevano ancora una loro difesa e il Ministero della Guerra del Regno di Prussia assunse la difesa degli altri Länder.

### Repubblica di Weimar e inizi della Germania federale
Nell'ottobre 1919 fu formato il Ministero della Reichswehr (Reichswehrministerium). Il 21 maggio 1935 divenne Ministero di guerra del Reich (Reichskriegsministerium).
Dopo la seconda guerra mondiale, la ricostituzione di un dipartimento ministeriale responsabile della difesa richiese diversi anni. Dal maggio all'ottobre 1950, Gerhard Graf von Schwerin consigliò il cancelliere Adenauer su questioni di sicurezza e su un futuro ministero. Adenauer termina le sue funzioni ad ottobre a causa dei contatti con la stampa sulla sua area di responsabilità.

### Dall'ufficio Blank al ministero
Il 26 ottobre, Theodor Blank è diventato Vice Cancelliere federale per le questioni relative all'aumento delle truppe alleate (Beauftragten di Bundeskanzlers für die mit der Vermehrung der Fragen Alliierten Truppen zusammenhängenden). Gestisce un dipartimento chiamato "Ufficio Blank" (Amt Blank), inizialmente con una ventina di impiegati. Il servizio è in crescita e, cinque anni dopo, ha 1.300 dipendenti.
Il 7 giugno 1955 viene istituito formalmente il Ministero federale della difesa (Bundesministerium für Verteidigung), il cui titolo utilizza la preposizione per; è modificato il 30 dicembre 1961 e prende l'articolo determinativo, usato per i portafogli regali (Affari esteri, Finanze, Interni e Giustizia). Theodor Blank è il primo ministro.

### Riunificazione e seguito

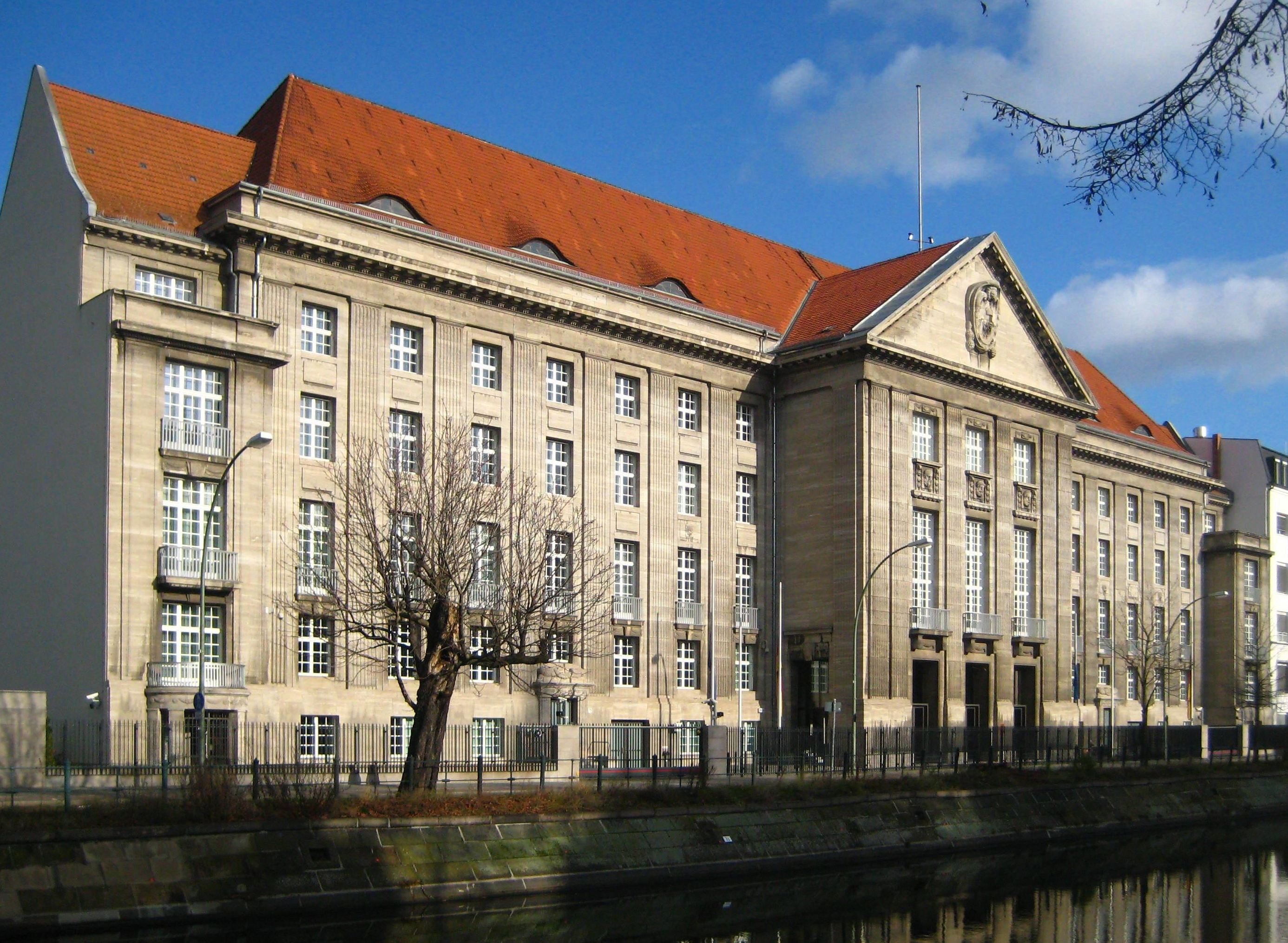
La sede secondaria del ministero di Bendlerblock, Berlino.

Nel 1990, la riunificazione ha visto l'Esercito Popolare Nazionale (Nationale Volksarmee) dell'ex Repubblica Democratica Tedesca integrato nella Bundeswehr. Anche il Ministero della Difesa Nazionale della RDT è stato sciolto.
Nel 1999, la Bundeswehr prese parte alle operazioni NATO in Kosovo, la prima volta che i soldati tedeschi furono inviati all'estero dalla seconda guerra mondiale.